# Marshal Hilton
Marshal Hilton ist ein US-amerikanischer Schauspieler und Synchronsprecher.

## Leben
Hilton, der in Südkalifornien wohnhaft ist, arbeitet abseits des Schauspiels als Synchronsprecher und Erzähler. Er arbeitet ehrenamtlich für die Star Paws Rescue, eine gemeinnützige Hunderettungsorganisation.
Er debütierte Anfang der 1990er Jahre als Nebendarsteller in Filmen wie Liebling, hältst Du mal die Axt?, Fearless – Jenseits der Angst oder Mrs. Doubtfire – Das stachelige Kindermädchen. Von 1997 bis 1998 verkörperte er in der Fernsehserie BeetleBorgs in 36 Episoden die Rolle des Les Fortunes. Dieselbe Rolle übernahm er 1997 in dem dazugehörigen Spielfilm Beetleborgs Metallix: The Movie. Die Rolle des Sheriff Clint Baxter mimte er 2014 in The Bunnyman Massacre und 2017 in dessen Fortsetzung Bunnyman Vengeance. 2018 war er in Primal Rage in der Rolle des BD zu sehen.

## Filmografie

### Schauspiel
- 1993: Liebling, hältst Du mal die Axt? (So I Married an Axe Murderer)
- 1993: Fearless – Jenseits der Angst (Fearless)
- 1993: Mrs. Doubtfire – Das stachelige Kindermädchen (Mrs. Doubtfire)
- 1996: Beverly Hills Bordello (Fernsehserie, Episode 1x10)
- 1997: Sorceress II: The Temptress
- 1997: Beetleborgs Metallix: The Movie
- 1997–1998: BeetleBorgs (Fernsehserie, 36 Episoden)
- 1998: Southern Man
- 1998: Blood Revenge
- 1999: The Herdsman
- 1999: The Doorman
- 1999: Skeedaddle
- 2000: Straight Right
- 2000: N-4
- 2002: The Honorable
- 2002: Mr. Lucke
- 2006: Naked Beneath the Water
- 2006: Nailed
- 2007: The Shadow Man (Kurzfilm)
- 2008: Amhurst
- 2008: A Gothic Tale
- 2008: Redux (Kurzfilm)
- 2009: The Pig People
- 2009: Exodus?
- 2010: Sinister Heaven
- 2011: The Other Side
- 2013: The Hands You Shake
- 2013: In the Name of God
- 2013: Brooklyn Knight
- 2014: The Bunnyman Massacre
- 2014: Vilified (Kurzfilm)
- 2014: Clandestine (Fernsehserie, Episode 1x01)
- 2015: Teeth and Blood
- 2015: I Am Alone
- 2015: Intersection
- 2015: The Devil Dogs of Kilo Company
- 2015: EP/Executive Protection
- 2016: Stressed to Kill
- 2016: The Chemist
- 2016: Fate
- 2016: The Perfect Weapon
- 2016: Monumental
- 2016: Criticsized
- 2016: Unreported
- 2016: Sunken (Kurzfilm)
- 2016: Ditch Party
- 2017: The Raking
- 2017: Bunnyman Vengeance
- 2018: Pay Day
- 2018: Astro
- 2018: Primal Rage
- 2018: Echoes of Fear
- 2018: Nothing Like the Sun
- 2019: A Clear Shot
- 2020: False Colors
- 2020: Legacy
- 2020: Break Even

### Synchronsprecher
- 2012: The Amazing Adventures of the Living Corpse (Zeichentrickfilm)
- 2014: Virginity (Erzähler)